# Китайская академия инженерной физики
Китайская академия инженерной физики (中国工程物理研究院, China Academy of Engineering Physics, сокращённо CAEP) — китайское научно-исследовательское и производственное учреждение, специализирующееся на разработке и испытании ядерного и лазерного оружия, а также на фундаментальных исследованиях в области теоретической физики, ядерной физики, лазерной физики, физики плазмы, физики жидкостей, физики высоких энергий, радиохимии, электромагнитных излучений, материаловедения, информатики, вычислительной математики, прикладной электроники и оптики.
В академии инженерной физики работали многие академики Китайской академии наук и Китайской инженерной академии, в том числе Го Юнхуай, Ван Ганьчан и Чжоу Гуанчжао. Неформально академия известна как «Китайский Лос-Аламос».

## История
Девятая академия (также известная как Научно-исследовательский институт № 9) при Втором министерстве машиностроения КНР была основана в октябре 1958 года и изначально располагалась в Пекине. Позже основные компоненты китайской ядерной программы были перенесены в пустынную провинцию Цинхай, в уезд Хайянь (официально обширный комплекс назывался «Северо-западная академия исследований и разработок ядерного оружия», также он был известен как завод № 221).
После первого ядерного испытания в 1964 году Девятая академия была переведена в отдалённую провинцию Сычуань, которая относилась к территориям «третьей линии». В 1968 году комплекс в Мяньяне уже использовался, а в 1971 году в основном был достроен. В рамках этой релокации также были построены предприятия по производству плутония в Гуанъюане и Ибине. В 1980-х годах Девятая академия переехала в новую штаб-квартиру в Мяньяне («Научный городок» или зона 839) и была переименована в Китайскую академию инженерной физики. С 1997 года академия находится под экспортными ограничениями со стороны Министерства торговли США.

## Деятельность
Академия состоит из нескольких десятков научно-исследовательских институтов и национальных лабораторий. Большинство учреждений академии расположены в Мяньяне, остальные — в Цзянъю, Чэнду, Шанхае и Пекине; при некоторых институтах имеются собственные промышленные предприятия, испытательные лаборатории и полигоны.
- Юго-Западный институт ядерной физики и химии или НИИ № 902 (Мяньян)
  - Национальная лаборатория физики высокотемпературной и сверхплотной плазмы
  - Лаборатория высокоэнергетических лазеров
  - Экспериментальный реактор на тепловых нейтронах
  - Импульсный реактор на быстрых нейтронах
- Юго-Западный институт прикладной электроники (Мяньян)
- Юго-Западный институт электронной инженерии (Мяньян)
- Юго-Западный институт взрывчатых веществ и химической инженерии (Мяньян)
- Юго-Западный институт химических материалов (Мяньян)
- Юго-Западный институт исследований и применения специальных материалов (Мяньян)
- Юго-Западный институт материалов (Мяньян)
- Юго-Западный институт физики жидкостей (Мяньян)
- Юго-Западный институт общего проектирования и сборки (Мяньян)
- Юго-Западный институт технологии обработки (Мяньян)
- Юго-Западный институт строительной механики (Мяньян)
- Юго-Западный институт экологических испытаний (Мяньян)
- Юго-Западный вычислительный центр (Мяньян)
- Исследовательский центр терагерцевого излучения (Мяньян)
- Исследовательский центр лазерного синтеза (Мяньян)
- Центр передовых исследований высокого давления
- Национальная лаборатория физики ударных волн и детонации
- Лаборатория высокомощных микроволновых технологий
- Институт прикладной физики и вычислительной математики (Пекин)
- Исследовательский центр вычислительных наук (Пекин)
- Лаборатория лазеров высокой мощности (Шанхай)
- НИИ № 901 (Чэнду)
- Исследовательский центр точной оптической инженерии (Чэнду)
- НИИ № 905 или инженерная лаборатория неядерных компонентов ядерного оружия

Академию обслуживает суперкомпьютер Тяньхэ-2. Также в состав академии входят Институт архитектурного проектирования, две больницы, инженерный колледж и учебный центр. Академия тесно сотрудничает с Китайской академией наук, Юго-Западным университетом науки и технологий (Мяньян), Университетом электронной науки и технологий Китая (Чэнду), Сычуаньским университетом (Чэнду), Университетом науки и технологий Китая (Хэфэй), Шаньдунским университетом (Цзинань), университетом Цинхуа (Пекин), Пекинским университетом (Пекин), Цзилиньским университетом (Чанчунь) и Государственной лабораторией сверхтвердых материалов при этом университете.

### Дочерние компании
- Skyeye Laser Technology
- China Jiuyuan Trading Corporation
- Sichuan Haitian New Technology Group
- Sichuan Dingcheng Material Trade
- Sichuan Zhonghe Import and Export Trade
- Beijing Jincheng Huanyu Electronics
- Beijing Jingjiu Electron Technology
- Chitron Electronics Company (Гонконг)[10]